# 十二铜表法
十二铜表法（拉丁語：Leges Duodecim Tabularum／Duodecim Tabulae），又称十二表法，是古罗马在共和時期约前450年制定的法律，因为刻在12块铜牌（也有说为着色的木牌）上，故而得名。十二銅表法被認為是現今“成文法”的始祖，也是歐陸法系中的“羅馬法”的源頭之一。
公元前450年左右，羅馬元老院被迫承认罗马人民大会制定法典的决议，设置十人委員會。按照蒂托·李维所說，十人委員會隨後派人赴希腊考察雅典的梭倫憲法以及其他城邦法律。不過，後世的一些學者否認羅馬是從希腊人那裏學習法律的，至少他們去的不是希臘而是意大利南部的大希臘。至公元前450年前十表制完，第二年又补充二表。因各表系由青铜铸成，故习惯上称作《十二铜表法》。在羅馬共和國治下，十二銅表法漸漸失去效用 。公元前390年，高卢人入侵罗马，在战火中铜表全部被毁，原文散佚，现在只能从其他古代著作中略见梗概。
十二铜表法的内容分别为：传唤、审判、求偿、家父权、继承及监护、所有权及占有、房屋及土地、私犯、公法、宗教法、前五表之补充、后五表之补充等十二篇。十二铜表法颁布之后，就成为共和时期罗马法律的主要渊源。该法典对于贵族的权力作了一些限制。法典明文规定了奴隶主贵族的利益和维护私有制，保护罗马公民的私有财产。此外法典还禁止贵族与平民通婚。

## 外部連接
- Twelve Tables - Ancient History Encyclopedia（页面存档备份，存于）
- Translation of the entire text of Twelve Tables, with footnotes（页面存档备份，存于）
- Original text of the Twelve Tables in Latin
- History of Law（页面存档备份，存于）
- Entry by George Long in William Smith, A Dictionary of Greek and Roman Antiquities